# María José Vidorreta
María José Vidorreta Alfaro (Cabretón, Cervera del Río Alhama, La Rioja, 8 de octubre de 1953 - Pamplona, 26 de diciembre de 2024) fue una política española ligada a Unión del Pueblo Navarro.

## Biografía
Fue concejal de UPN (1995-2003) en el Ayuntamiento de Peralta. Ese mismo año, en 2003, fue diputada del Parlamento de Navarra. Fue alcaldesa de Peralta desde el 13 de junio de 2011.
María José estaba casada, tenía dos hijos y cuatro nietos, Era presidenta de la Asociación de Mujeres Blanca de Navarra, donde trabajaba en la defensa de los derechos de las mujeres.